# Vaudemange
Vaudemange är en kommun i departementet Marne i regionen Grand Est (tidigare regionen Champagne-Ardenne) i nordöstra Frankrike. Kommunen ligger i kantonen Suippes som tillhör arrondissementet Châlons-en-Champagne. År 2022 hade Vaudemange 340 invånare.

## Befolkningsutveckling
Antalet invånare i kommunen Vaudemange
| Referens: INSEE |